# Magnus Cort Nielsen
Magnus Cort Nielsen (* 16. Januar 1993 in Rønne auf Bornholm) ist ein dänischer Radrennfahrer.

## Sportliche Laufbahn
Als Junior gewann Magnus Cort Nielsen im Jahr 2011 zwei Etappen und die Gesamtwertung des Course de la Paix Juniors und wurde dänischer Meister im Straßenrennen und Cyclocross.
Nach einer sieglosen Saison 2012 beim Continental Team Team Concordia Forsikring-Himmerland wechselte er nach nur einem Jahr zum Team Cult Energy, wo er eine Etappe und die Bergwertung der U23-Austragung der Internationalen Thüringen Rundfahrt sich entschied, ehe er zwei Etappen der Dänemark-Rundfahrt gewann und den 9. Platz in der Gesamtwertung belegte. In seinem zweiten Jahr triumphierte er zu Beginn der Saison bei der Istrian Spring Trophy, wo er sich neben der Gesamtwertung auch auf zwei Etappen durchsetzte. Im Anschluss folgten mit der Himmerland Rundt, Destination Thy und Ringerike Grand Prix drei Siege bei Eintagesrennen, ehe er eine Etappe und die Nachwuchswertung der Tour des Fjords gewann und sich im Gesamtklassement nur dem Norweger Alexander Kristoff geschlagen geben musste. Bei der Ronde de l’Oise sicherte sich Cort Nielsen zwei der vier Etappen und setzte sich so in der Gesamtwertung, Nachwuchswertung und Punktewertung durch. Bei der Dänemark-Rundfahrt 2014 gewann er erneut die Auftaktetappe und trug das Trikot des Gesamtführenden für zwei Tage. Aufgrund seiner zahlreichen Erfolge wurde das Team Orica GreenEdge auf ihn aufmerksam, für das er ab dem 1. September als Stagiaire fuhr.
Im Jahr 2015 erhielt Cort Nielsen einen Vertrag beim australischen UCI WorldTeam Orica GreenEdge, das später auch unter dem Namen Orica Scott fuhr. Im Jahr 2016 ging er neuerlich bei der Dänemark-Rundfahrt an den Start und sicherte sich im Trikot der dänischen Nationalmannschaft einen weiteren Etappensieg bei seinem Heimrennen. Am Ende der Saison gab er bei der Vuelta a España 2016 sein Grand-Tour-Debüt und gewann sowohl die 18. als auch die abschließende 21. Etappe im Sprint. Im Jahr darauf startete Cort Nielsen mit einem Etappensieg bei der Valencia-Rundfahrt in die Saison und gewann kurz darauf die Clásica de Almería. Im Anschluss zeigte er mit guten Leistungen bei den Frühjahres-Klassikern auf und wurde elfter von Mailand–Sanremo, einem Monument des Radsports. Bei dem Prudential RideLondon & Surrey Classic, einem weiteren Eintagesrennen der UCI WorldTour musste er sich im Sprint nur Alexander Kristoff geschlagen begeben, ehe er seine zweite Vuelta a España bestritt.
Ab der Saison 2018 ging Cort Nielsen für das Astana Pro Team an den Start. Bei einem ersten Training mit seiner neuen Mannschaft brach er sich das Schlüsselbein; eine solche Verletzung hatte er sich schon im April 2017 bei der Tour de Yorkshire zugezogen. Nach seiner Genesung entschied er gleich zu Beginn des Jahres als Gesamtzweiter die Nachwuchswertung der Dubai Tour für sich und feierte einen Etappensieg bei der Tour of Oman. Nach den Frühjahres-Klassikern gewann er eine Etappe der Tour de Yorkshire und wurde für seine erste Tour de France nominiert. Nach Platz sieben im Massensprint der 13. Etappe, ging er auf der hügligen 15. Etappe in die Ausreißergruppe und setzte sich im Sprint in Carcassonne gegen Ion Izagirre durch. In der Gesamtwertung belegte am Ende der Rundfahrt den 68. Gesamtrang. Nach der Tour de France feierte Cort Nielsen einen Etappensieg bei der Binckbank Tour. Im Jahr 2019 konnte er nicht ganz an seine Erfolge des Vorjahres anschließen, gewann jedoch eine Etappe bei Paris–Nizza und die Bergwertung der Deutschland Tour. Zudem bestritt er seine zweite Tour de France.

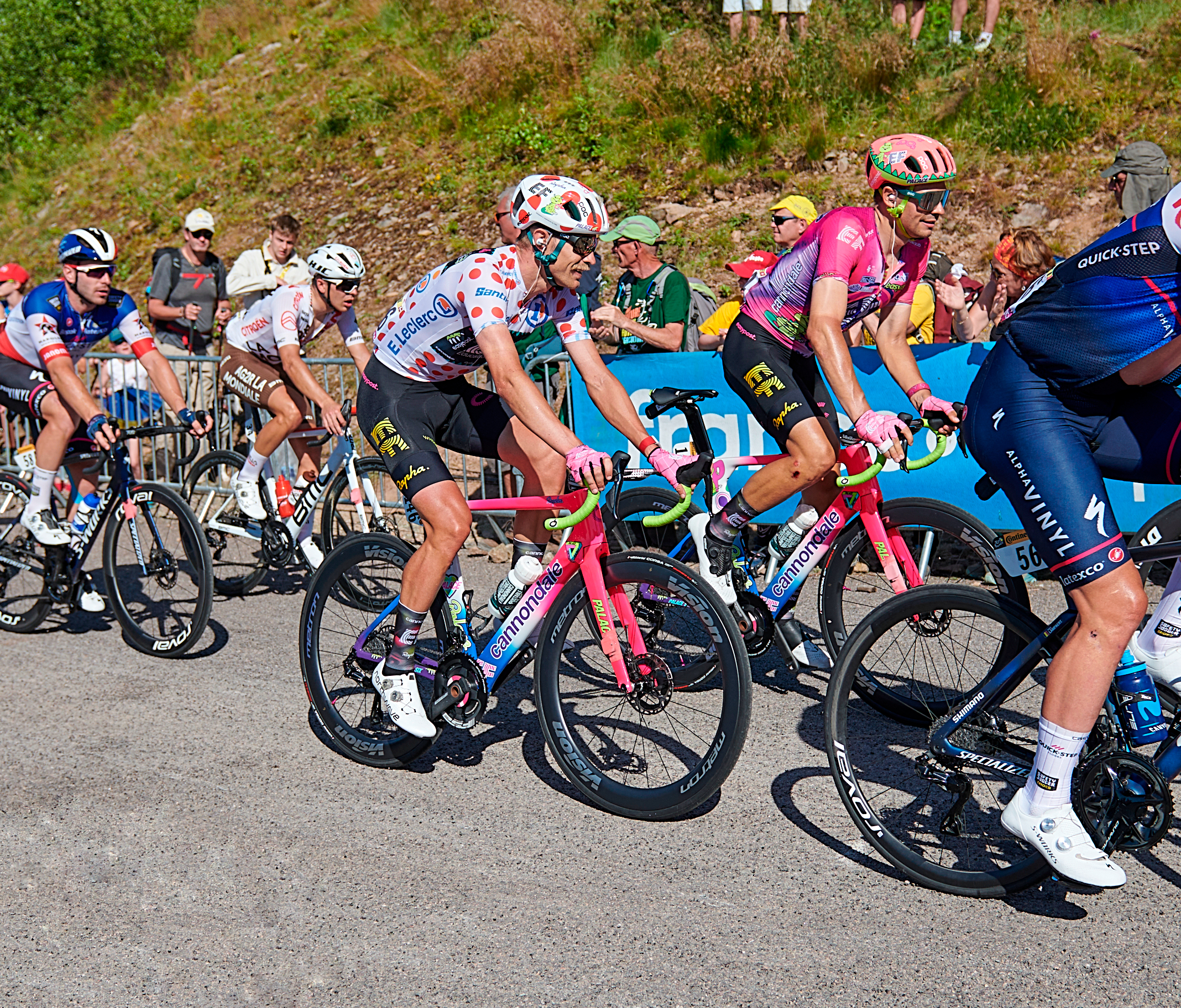
Magnus Cort bei 7. Etappe der Tour de France 2022 im Bergtrikot

Mit der Saison 2020 wechselte Cort Nielsen zur US-amerikanischen EF Education-EasyPost Mannschaft und gewann im Frühjahr eine Etappe und die Punktewertung des Étoile de Bessèges. Nach einer längeren Rennpause, die durch die COVID-19-Pandemie bedingt wurde, ging er bei der Vuelta a España 2020 an den Start und gewann die 16. Etappe. Ein Jahr später feierte er Etappensiege bei Paris–Nizza und der Route d’Occitanie, ehe er nach der Tour de France 2021 auch die Vuelta a España 2021 in Angriff nahm. Dort gewann er gleich drei Etappen. Im Jahr 2022 setzte sich Cort Nielsen auf der Auftaktsetappe von Gran Camiño durch, musste das Trikot des Gesamtführenden jedoch bereits am zweiten Tag abgeben. Nachdem er erstmals den Giro d’Italia bestritten hatte, ging er bei der Tour de France 2022, die in Kopenhagen mit einem Zeitfahren gestartet wurde, auf den drei nachfolgenden Etappen in die Ausreißergruppe. Mit dem Gewinn der ersten elf Bergwertungen stellte er einen neuen Rekord auf und trug das Bergtrikot für sieben Tage. Zudem gewann er die gebirgige 10. Etappe, die auf dem Flugplatz Megève zu Ende ging. Am Ende der Saison ging er bei den ersten Gravel-Weltmeisterschaften an den Start und belegte den sechsten Rang. Bei der Algarve-Rundfahrt startete Cort Nielsen mit zwei Etappensiegen ins Jahr 2023 und sicherte sich zudem die Punktewertung der Rundfahrt. Beim Giro d’Italia 2023 gewann er die 10. Etappe aus der Ausreißergruppe und wurde er der 105. Radrennfahrer, der bei allen drei Grand Tours mindestens je eine Etappe gewonnen hat.
Im Alter von 31 Jahren wechselte Magnus Cort Nielsen zum norwegischen UCI ProTeam Uno-X Mobility. In der Saison 2024 gewann er eine Etappe des Critérium du Dauphiné, ehe er nach der Tour de France die Gesamtwertung und Punktewertung beim Arctic Race of Norway für sich entschied. Ein weiterer Etappenerfolg folgte bei der Dänemark-Rundfahrt, bevor er am Ende der Saison die Veneto Classic nach einem kurzen Solo gewann.
Zu Beginn der Saison 2025 gewann Magnus Cort Nielsen drei Etappen und die Punktewertung des Gran Camiño.

## Erfolge
2011
- Dänischer Meister - Cyclocross (Junioren)

- Gesamtwertung und zwei Etappen Course de la Paix Juniors
- Dänischer Meister – Straßenrennen (Junioren)

2013
- zwei Etappen Post Danmark Rundt
- eine Etappe Internationale Thüringen Rundfahrt (U23)

2014
- Gesamtwertung und zwei Etappen Istrian Spring Trophy
- Himmerland Rundt
- Destination Thy
- Ringerike Grand Prix
- eine Etappe Tour des Fjords
- Gesamtwertung und zwei Etappen Ronde de l’Oise
- eine Etappe Post Danmark Rundt

2016
- eine Etappe Post Danmark Rundt
- zwei Etappen Vuelta a España

2017
- eine Etappe Valencia-Rundfahrt
- Clásica de Almería

2018
- Nachwuchswertung Dubai Tour
- eine Etappe Tour of Oman
- eine Etappe Tour de Yorkshire
- eine Etappe Tour de France
- eine Etappe BinckBank Tour

2019
- eine Etappe Paris–Nizza
- Bergwertung Deutschland Tour

2020
- eine Etappe und Punktewertung Étoile de Bessèges
- eine Etappe Vuelta a España

2021
- eine Etappe Paris–Nizza
- eine Etappe Route d’Occitanie
- drei Etappen und Kämpferischster Fahrer Vuelta a España

2022
- eine Etappe Gran Camiño

2023
- eine Etappe Giro d’Italia

2024
- eine Etappe Critérium du Dauphiné
- Gesamtwertung, Punktewertung und eine Etappe Arctic Race of Norway
- eine Etappe Dänemark-Rundfahrt
- Veneto Classic

2025
- drei Etappen und Punktewertung Gran Camiño

## Wichtige Platzierungen
| Grand Tour            | 2015 | 2016 | 2017 | 2018 | 2019 | 2020 | 2021 | 2022 | 2023 | 2024 | 2025 |
| --------------------- | ---- | ---- | ---- | ---- | ---- | ---- | ---- | ---- | ---- | ---- | ---- |
| Giro d’ItaliaGiro     | –    | –    | –    | –    | –    | –    | –    | 95   | 62   | –    | –    |
| Tour de FranceTour    | –    | –    | –    | 68   | 104  | –    | 56   | DNF  | 96   | 57   | 130  |
| Vuelta a EspañaVuelta | –    | 133  | 126  | –    | –    | 67   | 77   | –    | –    | –    |      |

| Monument                 | 2015 | 2016 | 2017 | 2018 | 2019 | 2020 | 2021 | 2022 | 2023 | 2024 | 2025 |
| ------------------------ | ---- | ---- | ---- | ---- | ---- | ---- | ---- | ---- | ---- | ---- | ---- |
| Mailand–Sanremo          | –    | –    | 11   | 8    | 15   | 101  | 62   | –    | 14   | –    | 6    |
| Flandern-Rundfahrt       | 102  | 53   | 30   | 20   | 108  | –    | –    | –    | –    | –    |      |
| Paris–Roubaix            | 132  | 43   | DNF  | DNF  | DNF  | –    | –    | –    | –    | –    |      |
| Lüttich–Bastogne–Lüttich | –    | –    | –    | –    | –    | –    | –    | –    | –    | –    |      |
| Lombardei-Rundfahrt      | –    | –    | –    | –    | –    | DNF  | –    | –    | –    | –    |      |